# Christoffer Depken
Christoffer Depken, död september 1682, var en svensk affärsman. Han var son till Claes Depken.
Christoffer Depken ärvde vid faderns död en betydande förmögenhet och stora bruksegendomar, som dock kom att förvaltas med dödsboets övriga egendom av hans mor Elisabeth Christoffersdotter. Han kom därefter att ägna sig åt handel, och var under 1650- och 1660-talen en av Faluns mest betydande handelsmän. Handeln gällde främst uppköp av koppar, som sedan byttes mot spannmål. Han kom härvid att fungera som förlagsman för flera bergsmän och även från 1647 för modern som förvaltare för sterbhuset, vilket från 1661 kom att leda till en långvarig rättstvist med bröderna om arvet. Sedan sterbhuset 1663 tvingats sälja faderns gård Noret i Falun till kungsgård och landshövdingeresidens för 20.000 daler kopparmynt fick Christoffer Depken ytterligare kapital för vinstgivande affärsspekulationer. Mycket av hans affärer är väldokumenterade genom att hans brev till Börje Cronberg 1649-1669 finns bevarade. Under dessa år var Depken och Cronberg kompanjoner genom att Cronberg köpte upp spannmål av den jordägande adeln i Uppland vilken sedan fördes till Kopparberget och där såldes av Depken mot betalning i koppar. Kopparen försåldes i sin tur av Cronberg. För ändamålet hade Depken flera kopparbodar i Falun och fungerade även som Cronbergs representant i andra frågor där. 1653 blev Christoffer Depken genom sitt giftermål med Christina Trotzig svärson till Johan Trotzig, Faluns främste borgare och den störste delägaren i gruvan och stärkte därigenom ytterligare sin ställning. 
Om hans betydande ställning vittnar hans stora lån till kronan. 1657-1665 hade Depken uppburit 60.000 daler i kronoräntor, främst i form av spannmål som ersättning för lån till kronan. Runt 1660 försökte Depken även uppta ett silverbruk tillsammans med brodern Claes starta ett silverbruk, men planerna verkar ha stannat vid ett försök. Christoffer Depken var även bokhållare vid kopparvågen i Falun, från 1647 som vikarie eller medhjälpare till den sjuklige Anund Jöransson Bergengren, och från 1651 med egen fullmakt. I den egenskapen handhade han förmedlingen av pengar och koppar mellan Falun och myntverket i Avesta. 
Detta kom dock att bli orsaken till Christoffer Depkens fall 1657-1659 förskingrade en tjänare hos Depken Samuel Thomsson närmare 35.000 daler av till Depken anförtrodda medel. Depken blev själv ansvarig för underskottet, tvingades inlåta sig i osäkra affärer och blev nära nog konkursmässig. I Avesta vägrade man inlösa kopparsedlarna utställda av Depken. Våren 1667 utvecklade sig situationen snabbt till en ekonomisk kris som inte bara drabbade Depken personligen utan hela affärsverksamheten vid Kopparberget. Depken råkade härvid i skuld till Abraham Cronström vilket ledde till rättegångstvister. Lorentz Creutz den äldre, svågern Anthony Trotsig och Börje Cronberg, vilka omkring 1670 utkonkurrerade Cronström från gårmakeriet i Avesta kom dock till Depkens hjälp. Även Bergskollegium stöttade Depken då de menade att det var utan egen förskyllan han råkat i skuld. Börje Cronberg erbjöd honom även att få omhänderta tobakshandeln på Kopparberget, något dock Depken avböjde. Sin tjänst vid Kopparvågen kom han att behålla fram till sin död, på grund av sjuklighet från slutet av 1670-talet dock endast till titeln. 
Av Christoffer Depkens söner var Clas Christoffersson Depken geschworner vid Kopparberget men avled redan 1675, den andra Peter Depken (1667-1713) lanträntmästare i Västerbotten med säte i Gävle.